# Vitstrupig näktergal
Vitstrupig näktergal (Irania gutturalis) är en fågel i familjen flugsnappare inom ordningen tättingar som häckar i sydvästra Asien och övervintrar i östra Afrika.

## Utseende, fältkännetecken och läte
Vitstrupig näktergal är en liten fågel med proportionellt ganska grov, spetsig svart näbb och ganska lång stjärt och långa ben. Den är ungefär stor som en sädesärla med en längd på cirka 16 cm och ett vingspann på cirka 28 cm. Den adulta hanen i häckningsdräkt har blygrå ovansida, svart ansikte med vitt ögonbrynsstreck och strupe, och orange undersida. Ovansidan av stjärten är svart och buk och undergump är vit. Den adulta honan har mindre iögonfallande fjäderdräkt, med gråbrun ovansida och ansikte med vitt ögonbrynsstreck. Stjärten har svart ovansida och undergumpen och buken är ljus. Nedre delen av bröstet och kroppssidan är orangetonad. Övre delen av bröstet är gråbrunt och den har en otydlig ljus strupfläck. 

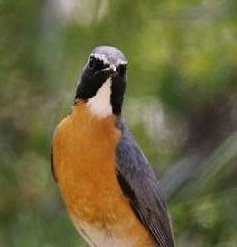
Vitstrupig näktergal i provinsen Vayots Dzor i Armenien.

I vissa av sina vinterkvarter kan den adulta hanen misstas för vitstrupig snårtrast (Cossypha humeralis) men den senare är något större, och skiljs främst på att den sittande fågeln har ett vitt vertikalt streck över vingen och att dess bröst är vitt, och undergump och stjärtundersida orange. På marken intar den vitstrupiga näktergalen ibland en upprätt kroppsställning, med lågt hållna vingar och stjärt. Den vickar ofta upp och ned med stjärten.  
Hanens sång är ett snabbt kvittrande och dess lockläte är ett chis-it som påminner om sädesärlans.

## Utbredning och systematik
Vitstrupig näktergal är en flyttfågel som häckar i sydvästra Asien, från Turkiet till Irak, Iran och södra Turkestan, och övervintrar i östra Afrika. Den är en sällsynt gäst i Europa och har observerats så långt nordväst som Storbritannien, Sverige och Norge. 

### Förekomst i Sverige
I Sverige har den hittills påträffats vid nio tillfällen. Första fyndet gjordes när en hane ringmärktes i Ottenby på Öland i juni och juli 1971. Senaste observationen var en hona på ön Horssten i Stockholms skärgård, i juni 2016.

### Släktskap
Vitstrupig näktergal placeras som ensam art i släktet Irania. Dess närmaste släktingar är de numera fyra arterna i släktet Luscinia: näktergal, sydnäktergal, blåhake och vitbukig näktergal. Vitstrupig näktergal delas oftast inte upp i några underarter.
Tidigare fördes arten liksom övriga näktergalar till familjen trastar (Turdidae), men DNA-studier visar att dessa istället är en del av flugsnapparfamiljen Muscicapidae.

## Ekologi

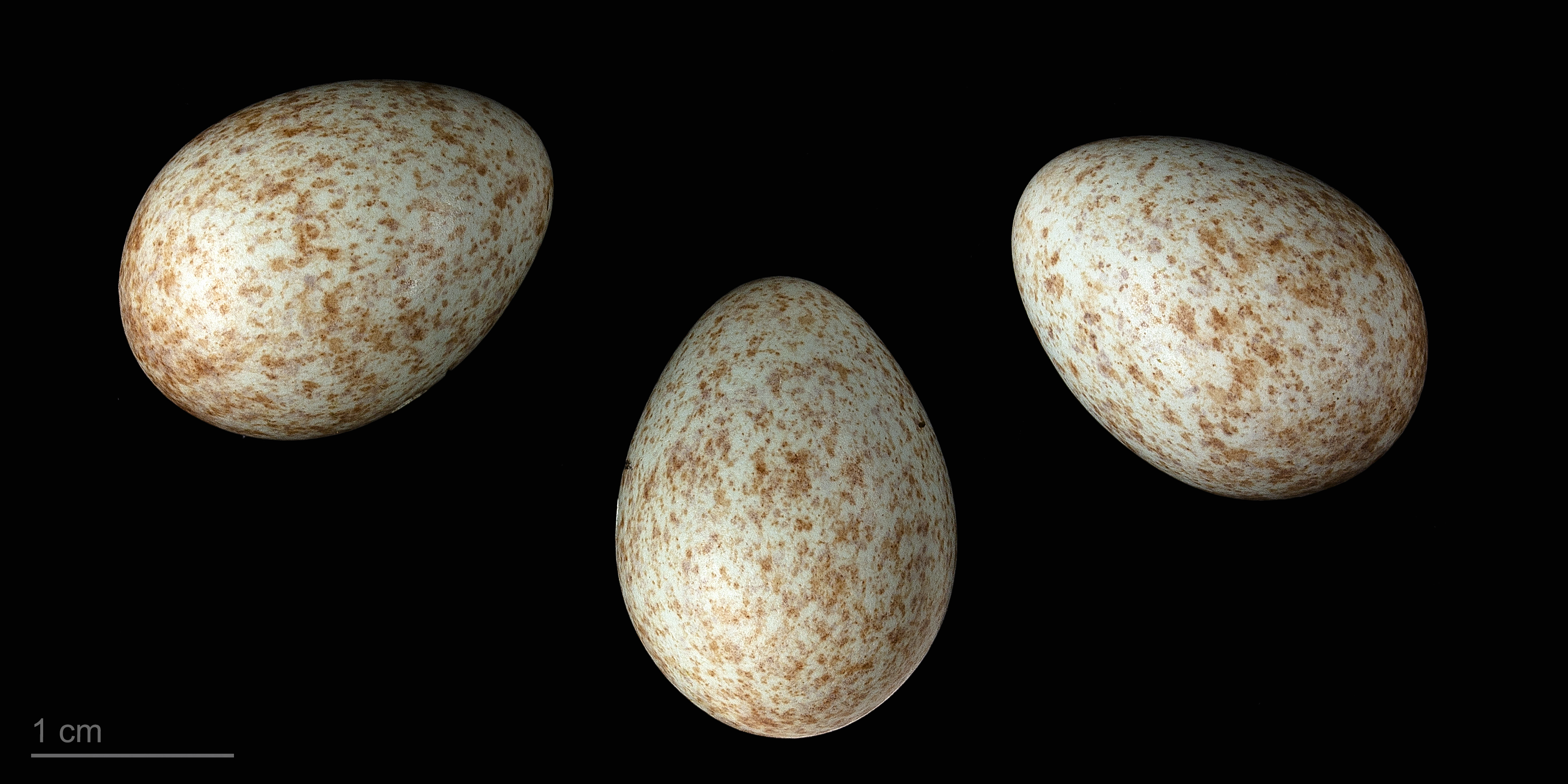
Irania gutturalis

Den vitstrupiga näktergalen är främst en insektsätare men under hösten äter den även frukt. Under häckningsperioden ses hanen ofta sjunga ifrån en väl synlig plats uppe i en buske eller i flykten. Den häckar i steniga branter med enstaka buskar, ofta på lite högre höjd. De placerar sitt bo i buskage och lägger i genomsnitt fyra till fem ägg.

## Status
Arten har ett stort utbredningsområde och internationella naturvårdsunionen IUCN kategoriserar arten som livskraftig. Beståndsutvecklingen är dock oklar. Världspopulationen uppskattas mycket preliminärt till mellan 1,8 och drygt fyra miljoner vuxna individer.

## I kulturen
Sången från vitstrupig näktergal är en av alla de fågelläten som Messiaen använde sig av i kompositionen för orgelverket Livre du Saint Sacrement från 1984.